# David Kämpe
David Kämpe (även stavat Kempe), fl. 1679–1693, född i Linköping, var en svensk boktryckare.

## Biografi
Kämpe, som var från Linköping, antogs till gesäll i Stockholm 1679, vilket visas av ett bevarat festtryck från detta år. Efter att förmodligen blivit mästare några år senare var han småskalig boktryckare i Norrköping från 1682 till 1683. Från hans tryckeri där finns ett antal bröllopsverser bevarade.
Kämpe utnämndes år 1684 eller 1685 till akademiboktryckare vid Lunds universitet. Lunds universitet hade saknat en i Lund baserad boktryckare sedan Skånska krigets slut och hade därför tryckt merparten av sina avhandlingar och övriga trycksaker vid Vitus Habereggers tryckeri i Malmö. Universitetet fann det besvärligt att ha sitt tryckeri på annan ort och kallade därför ner Kämpe för att ersätta Haberegger som akademiboktryckare och bedriva tryckeriverksamhet i själva staden Lund. Även i Lund var Kämpes tryckeri småskaligt, och han tvingades på grund av ekonomiska bekymmer att sälja sitt tryckeri till Abraham Haberegger år 1689.
Efter sin tid som akademiboktryckare begav sig Kämpe till Stockholm, där han återigen bedrev boktryckeri i liten skala till år 1693. Bland hans tryckta verk under tiden i Stockholm kan särskilt nämnas fäktmästaren Dietrich von Porats Palæstra Svecana från 1693.